# بريغي (الرقة)
بريغي قرية سورية تتبع ناحية مركز تل أبيض في منطقة تل أبيض في محافظة الرقة. بلغ عدد سكانها 232 نسمة في عام 2004 حسب إحصاء المكتب المركزي للإحصاء.